# Igreja de Nossa Senhora do Ó (Traipu)

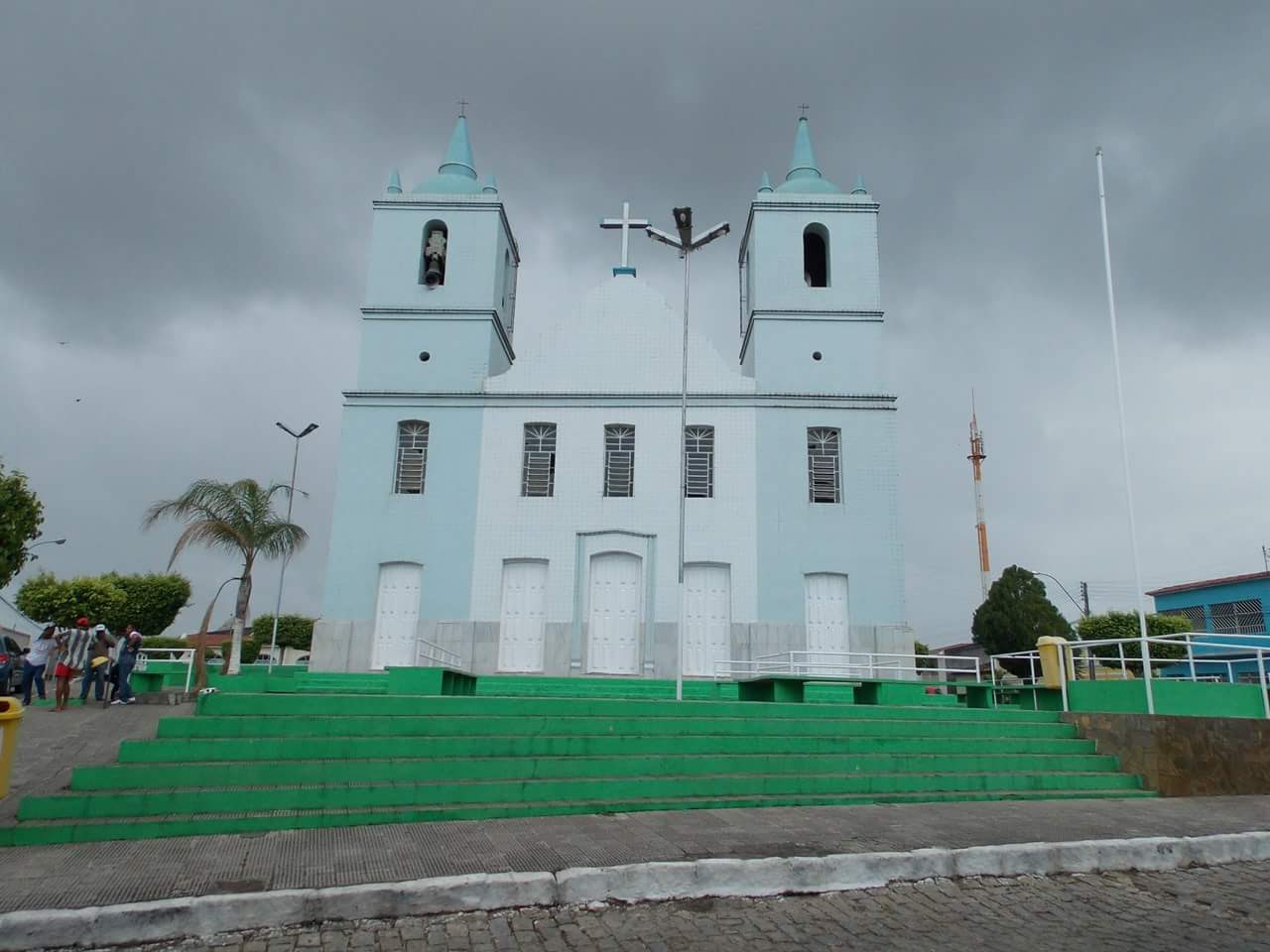
1ª Igreja Matriz da Cidade de Traipu

Igreja de Nossa Senhora do Ó (também conhecida como 1ª Matriz de Traipu), é uma igreja situada no centro da cidade de Traipu. 
Começou a ser construída aproximadamente em 1830 por escravos, sendo concluída após doação de valor em dinheiro pelo imperador D. Pedro II. Representa o marco de fundação da cidade, pois ao redor da capela começou a crescer o povoado, que hoje é conhecido como Traipu.
Antes dessa igreja, houve outras que antecederam esta, como a da Fazenda Saco do Medeiros que até hoje resiste ao tempo.